# Шив
Шив (фр. Chives) насеље је и општина у западној Француској у региону Поату-Шарант, у департману Приморски Шарант која припада префектури Сен Жан д'Анжели.
По подацима из 2011. године у општини је живело 369 становника, а густина насељености је износила 17,86 становника/km². Општина се простире на површини од 20,66 km². Налази се на средњој надморској висини од 92 метара (максималној 142 m, а минималној 82 m).

## Демографија
| 1962. | 1968. | 1975. | 1982. | 1990. | 1999. | 2011. |
| ----- | ----- | ----- | ----- | ----- | ----- | ----- |
| 438   | 502   | 444   | 457   | 424   | 378   | 369   |

График промене броја становника у току последњих година